# Silvia Serena Tschopp
Silvia Serena Tschopp (* 31. Juli 1960 in Bern) ist eine Schweizer Historikerin. Sie ist seit 2000 Inhaberin des Lehrstuhls für Europäische Kulturgeschichte an der Universität Augsburg.

## Akademische Laufbahn
Silvia Serena Tschopp studierte von 1979 bis 1987 Germanistik und Romanistik an den Universitäten Bern, München (LMU) und Siena. Es folgte ein Promotionsstudium an der LMU München, das sie 1990 mit einer Dissertation zur Publizistik des Dreißigjährigen Krieges abschloss. Im Jahr 1990 war sie wissenschaftliche Mitarbeiterin am Institut für Deutsche Philologie an der LMU München, ab 1991 bis 1998 war sie als wissenschaftliche Assistentin am Institut für Germanistik der Universität Bern tätig. Im Anschluss an die Habilitation im Jahr 1998 an der Universität Bern war sie Lehrbeauftragte, Lehrstuhlvertreterin und Gastdozentin an den Universitäten Bern, Universität Basel und FU Berlin, bevor sie 1999 den Ruf auf den Augsburger Lehrstuhl für Europäische Kulturgeschichte erhielt. Seit 2000 ist sie Professorin für Europäische Kulturgeschichte an der Universität Augsburg. Als Gründungsprofessorin eines im deutschsprachigen Raums singulären Lehrstuhls hat sie die ‚Europäische Kulturgeschichte’, die einen der Schwerpunkte bildet, mittels derer die Universität Augsburg ihr Profil in den Geisteswissenschaften definiert, maßgeblich aufgebaut und mitgestaltet. Seit 2001 ist sie außerdem Direktorin (2007 bis 2009 geschäftsführend) des gleichnamigen an der Universität Augsburg angesiedelten interdisziplinären Instituts.
Im Jahr 2008 erhielt Tschopp eine Gastprofessur an der Université Paris 1 Panthéon-Sorbonne, es folgte von 2009 bis 2010 eine Gastprofessur an der Emory University Atlanta sowie 2016 eine Gastprofessur an der Göteborgs universitet.
Zu ihren Forschungsschwerpunkten zählen Historische Medienforschung, Wissens- und Wissenschaftsgeschichte, europäische Publizistik und Kultur der Frühen Neuzeit, Schweizer Literatur und Kultur des 16. bis 19. Jahrhunderts, populäre Lesestoffe (Volkskalender, Fabeldichtung, Unterhaltungsliteratur), Poetik und Geschichte des Dramas und des Theaters, Geschichtskultur im 19. Jahrhundert sowie Methodenfragen der Kulturwissenschaft. Die historische Beschäftigung mit dem Mediensystem als wesentlichem Träger kultureller Information ist für ihre wissenschaftliche Arbeit von zentraler Bedeutung, mit Blick auf das Profil ihres Augsburger Lehrstuhls hat sie sich darüber hinaus verstärkt mit den theoretischen und historischen Grundlagen kulturgeschichtlicher Forschung sowie mit Problemen des Kulturtransfers befasst.

## Schriften (Auswahl)
- Heilsgeschichtliche Deutungsmuster in der Publizistik des Dreißigjährigen Krieges. Pro- und antischwedische Propaganda in Deutschland 1628 bis 1635. Frankfurt am Main 1991, ISBN 3-631-43098-1.
- Die Geburt der Nation aus dem Geiste der Geschichte. Historische Dichtung Schweizer Autoren des 19. Jahrhunderts. Tübingen 2004, ISBN 3-484-18172-9.
- Grundfragen der Kulturgeschichte, mit Wolfgang E. J. Weber, Darmstadt 2007, ISBN 3-534-17429-1.

## Herausgeberschaften (Auswahl)
- Macht und Kommunikation. Augsburger Studien zur europäischen Kulturgeschichte, mit Wolfgang E. J. Weber, Berlin 2012, ISBN 3-05-006063-8.
- Literatur und Geschichte. Ein Kompendium zu ihrem Verhältnis von der Aufklärung bis zur Gegenwart, mit Daniel Fulda, Berlin/New York 2002, ISBN 311017023X.